# Rebecka Hemse
Ingrid Rebecka Elisabet Hemse (n. 4 august 1975, Överjärna, azi Järna) este o actriță suedeză.

## Filmografie
- Beck – Levande begravd (2010)
- Beck – I Guds namn (2007)
- Beck – Det tysta skriket (2007)
- Beck – Den svaga länken (2007)
- Beck – Den japanska shungamålningen (2007)
- Beck – Gamen (2007)
- Beck – Advokaten (2006)
- Beck – Flickan i jordkällaren (2006)
- Beck – Skarpt läge (2006)
- 2004 – Drowning Ghost
- 2003 – Details
- Beck – Sista vittnet (2002)
- Beck – Pojken i glaskulan (2002)
- Beck – Annonsmannen (2002)
- Beck – Okänd avsändare (2002)
- Beck – Enslingen (2002)
- Beck – Kartellen (2002)
- Beck – Mannen utan ansikte (2001)
- Beck – Hämndens pris (2001)
- Syndare i sommarsol (2001)
- 2000 – Judith
- Beck – Vita nätter (1998)
- Beck – Öga för öga (1998)
- Beck – Monstret (1998)
- Beck – The Money Man (1998)
- Beck – Spår i mörker (1997)
- Chock (TV Series) (1997)
- Beck – Pensionat Pärlan (1997)
- Beck – Mannen med ikonerna (1997)
- Beck – Lockpojken (1997)
- 1995 – Sebastian
- 1995 – Radioskugga
- Sökarna (1993)